# جايس سلوم
جايس سلوم (ولد عام 1958) هو فنان كندي من أصول سورية لبنانية مُتعدد التخصصات. من أبرز أعماله سلسلته السينمائية "بلا عنوان" المكونة من تسعة أجزاء قصيرة إلى الآن عن المآسي في الشرق الأوسط تحديدًا حول المناطق الشامية كسوريا ولبنان وفلسطين. وكذلك هو مهتم جدًا بالعمل في مشاريع التركيب والنحت والتصوير ومن أعماله الفنية "إذعان محفوف بالمخاطر" و"كان يا مكان".

## حياته المُبكرة
هو حفيد لمهاجرين سوريين وادي البقاع في لبنان، ولد ونشأ في كيلونا ومنذ عام 1997 يقيم في فانكوفر. حصل على درجة البكالوريوس في الفنون الجميلة من معهد سان فرانسيسكو للفنون في عام 1980، تليها درجة الماجستير في الفنون الجميلة من جامعة كاليفورنيا، سان دييغو في عام 1988. عمل في بيروت ونيويورك وسان فرانسيسكو وتورنتو وأماكن أخرى، يُعد اليوم من أكثر الأسامي تكرارًا واحترامًا في المعارض الفنية.